# A magyar labdarúgó-válogatott 2010. szeptember 7-i mérkőzése
Előző mérkőzés - Következő mérkőzés
A magyar labdarúgó-válogatott Európa-bajnoki selejtező mérkőzése Moldova ellen, 2010. szeptember 7-én. A végeredmény 2–1 lett a magyar csapat javára.

## Előzmények
A magyar labdarúgó-válogatott e mérkőzést megelőzően utoljára 2009. október 14-én nyert tétmérkőzést, Dániában. A szeptember 7-i moldávok elleni mérkőzésig egymás után hatszor maradt nyeretlen. 2010. nyarán, Egervári Sándor érkezett a válogatott kispadjára, aki két vereséggel debütált, előbb egy angolok elleni barátságos, majd egy Svédország elleni Eb-selejtező találkozón maradt alul a magyar csapattal. Moldovát legutóbb, 2007. március 28-án győzte le a magyar válogatott, szintén Eb-selejtezőn.

| „                                                            | Túl sokat nem rágódhatunk a svédek elleni mérkőzésen, levontuk a következtetéseket, de vasárnaptól már csak a Moldova elleni találkozóra koncentrálunk! Minden igyekezetünk azon lesz, hogy az ellenfél térfélen tartsuk a labdát, éppen ezért a támadószekció többet kell, hogy vállaljon és több lehetőséget fognak kapni azok a játékosok, akiknek ez az erősségük. (...) Szeretnénk kiszolgálni a közvéleményt, egy szerethető csapatot létrehozni. | ” |
| – Egervári Sándor, a magyar válogatott szövetségi kapitánya. | |   |

A moldáv labdarúgó-válogatottnak ez volt az ötödik találkozója 2010-ben. Abból kettőt megnyert, kettőt döntetlennel zárt, és egyszer vereséget szenvedtek. Amíg a magyar válogatott egy svédországi vereséggel hangolt a mérkőzésre, addig a moldáv csapat Finnországot legyőzve egy forduló után a tabella második helyére ugrott.

| „                                                          | A finnek ellen a kétcsatáros játékot választottam, hogy meglephessük az ellenfelet, és a lépés be is jött. Nem is mondanám, hogy a magyarok elleni találkozó ebből a szempontból más lesz, ott is szeretnénk meglepetést okozni, annak ellenére, hogy láttam keddi ellenfelünket a Wembley-stadionban, Anglia ellen és nagyon tetszett, ahogy játszottak, nagyon nehéz dolgunk lesz ellenük. | ” |
| – Gavril Balint, a moldáv válogatott szövetségi kapitánya. | |   |

Tabella a mérkőzés előtt
| Csapat       | M | Gy | D | V | G+ | G– | Gk | P |
| ------------ | - | -- | - | - | -- | -- | -- | - |
| Hollandia    | 1 | 1  | 0 | 0 | 5  | 0  | +5 | 3 |
| Moldova      | 1 | 1  | 0 | 0 | 2  | 0  | +2 | 3 |
| Svédország   | 1 | 1  | 0 | 0 | 2  | 0  | +2 | 3 |
| Finnország   | 1 | 0  | 0 | 1 | 0  | 2  | –2 | 0 |
| Magyarország | 1 | 0  | 0 | 1 | 0  | 2  | –2 | 0 |
| San Marino   | 1 | 0  | 0 | 1 | 0  | 5  | –5 | 0 |

## Keretek
Először a magyar válogatott szövetségi kapitánya, Egervári Sándor hirdetett keretet, augusztus 19-én. A moldáv kapitány, Gavril Balint, augusztus 25-én hirdette ki, a huszonhat főből álló csapatát. A keretben húsz idegenlégiós volt található. Budapestre végül tizenkilenc játékos utazott el.
| Magyarország      | Magyarország | Magyarország | Magyarország      |
| Név               | Kor          | Vál./Gól     | Klub              |
| ----------------- | ------------ | ------------ | ----------------- |
| Bogdán Ádám       | 22 éves      | 0 / 0        | Bolton Wanderers  |
| Fülöp Márton      | 27 éves      | 21 / 0       | Ipswich Town      |
| Király Gábor      | 34 éves      | 75 / 0       | 1860 München      |
| Juhász Roland     | 27 éves      | 55 / 5       | RSC Anderlecht    |
| Komlósi Ádám      | 32 éves      | 10 / 0       | Debreceni VSC     |
| Laczkó Zsolt      | 23 éves      | 4 / 0        | Debreceni VSC     |
| Lázár Pál         | 22 éves      | 1 / 0        | Videoton          |
| Lipták Zoltán     | 25 éves      | 2 / 0        | Videoton          |
| Szélesi Zoltán    | 28 éves      | 27 / 0       | Olimbiakósz Vólu  |
| Vanczák Vilmos    | 27 éves      | 48 / 1       | Sion              |
| Vermes Krisztián  | 25 éves      | 2 / 0        | Újpest            |
| Czvitkovics Péter | 27 éves      | 1 / 0        | Debreceni VSC     |
| Dzsudzsák Balázs  | 23 éves      | 28 / 2       | PSV Eindhoven     |
| Elek Ákos         | 22 éves      | 3 / 0        | Videoton          |
| Huszti Szabolcs   | 27 éves      | 51 / 7       | Zenyit            |
| Koman Vladimir    | 21 éves      | 3 / 0        | Sampdoria         |
| Vadócz Krisztián  | 25 éves      | 30 / 2       | CA Osasuna        |
| Varga József      | 22 éves      | 2 / 0        | Debreceni VSC     |
| Gera Zoltán       | 31 éves      | 65 / 18      | Fulham            |
| Hajnal Tamás      | 28 éves      | 36 / 4       | Borussia Dortmund |
| Priskin Tamás     | 23 éves      | 28 / 7       | Ipswich Town      |
| Rudolf Gergely    | 25 éves      | 13 / 1       | Genoa             |
| Szalai Ádám       | 22 éves      | 2 / 0        | FSV Mainz         |

| Moldova            | Moldova | Moldova  | Moldova               |
| Név                | Kor     | Vál./Gól | Klub                  |
| ------------------ | ------- | -------- | --------------------- |
| Nicolae Calancea   | 24 éves | 9 / 0    | Zimbru Chişinău       |
| Stanislav Namaşco  | 23 éves | 16 / 0   | Kubany Krasznodar     |
| Vadim Bolohan      | 24 éves | 3 / 0    | klub nélküli          |
| Vadim Boreț        | 34 éves | 34 / 1   | Bakı                  |
| Simeon Bulgaru     | 25 éves | 4 / 1    | Alanyija Vlagyikavkaz |
| Alexandru Epureanu | 23 éves | 30 / 3   | Gyinamo Moszkva       |
| Petru Racu         | 23 éves | 1 / 0    | IFK Norrköping        |
| Alexei Savinov     | 31 éves | 33 / 0   | Bakı                  |
| Valeriu Andronic   | 27 éves | 25 / 4   | Lokomotiv Asztana     |
| Vitalie Bordian    | 26 éves | 15 / 1   | Metaliszt Harkiv      |
| Eugeniu Cebotaru   | 25 éves | 14 / 0   | Ceahlăul Piatra Neamţ |
| Andrei Cojocari    | 23 éves | 3 / 1    | Dacia Chişinău        |
| Victor Comleonoc   | 31 éves | 17 / 0   | Akzsajik              |
| Nicolae Josan      | 26 éves | 11 / 1   | Anzsi Mahacskala      |
| Alexandr Suvorov   | 23 éves | 17 / 2   | Cracovia Kraków       |
| Igor Ţîgîrlaş      | 26 éves | 12 / 1   | Metalurh Zaporizzsja  |
| Igor Bugaiov       | 26 éves | 26 / 4   | Lokomotiv Asztana     |
| Anatoli Doros      | 27 éves | 6 / 2    | Csornomorec Odesza    |
| Viorel Frunză      | 30 éves | 25 / 6   | Atirau                |

 megjegyzés: Az adatok a mérkőzés előtti állapotnak megfelelőek!

## Az összeállítások
| 2010. szeptember 7. 20:30 (UTC+2) |

| Magyarország                              | 2 – 1               | Moldova                |
| ----------------------------------------- | ------------------- | ---------------------- |
| Rudolf 50' Koman 66' Lipták 11' Lázár 33' | (0 – 0) Jegyzőkönyv | Suvorov 79' Frunza 28' |

| Szusza Ferenc Stadion, Budapest Nézőszám: 9 209 Játékvezető: Kovařik (cseh) |

| Magyarország | Moldova |

| MAGYARORSZÁG:        |    |                               |
|                      |    |                               |
| K                    | 1  | Király Gábor                  |
| JV                   | 3  | Lázár Pál 33'                 |
| V                    | 4  | Juhász Roland                 |
| V                    | 2  | Lipták Zoltán 11'             |
| BV                   | 5  | Laczkó Zsolt                  |
| KKP                  | 9  | Koman Vladimir 66' 88'        |
| KKP                  | 11 | Elek Ákos                     |
| JKP                  | 6  | Czvitkovics Péter a szünetben |
| KTK                  | 10 | Gera Zoltán                   |
| BKP                  | 7  | Dzsudzsák Balázs              |
| CS                   | 8  | Rudolf Gergely 50' 64'        |
| Cserék:              |    |                               |
| K                    | 12 | Fülöp Márton                  |
| V                    | 13 | Vermes Krisztián              |
| BKP                  | 14 | Huszti Szabolcs               |
| KTK                  | 15 | Hajnal Tamás                  |
| KKP                  | 16 | Vadócz Krisztián 88'          |
| BV                   | 17 | Vanczák Vilmos 64'            |
| CS                   | 18 | Szalai Ádám a szünetben       |
| Szövetségi kapitány: |    |                               |
| Egervári Sándor      |    |                               |

| MOLDOVA:             |    |                       |
|                      |    |                       |
| K                    | 1  | Stanislav Namaşco     |
| JV                   | 6  | Petru Racu            |
| V                    | 5  | Alexandru Epureanu    |
| V                    | 18 | Vadim Bolohan         |
| BV                   | 13 | Simeon Bulgaru        |
| JKP                  | 16 | Alexandr Suvorov 79'  |
| KKP                  | 14 | Vitalie Bordian       |
| KKP                  | 8  | Eugeniu Cebotaru 71'  |
| BKP                  | 7  | Igor Ţîgîrlaş         |
| CS                   | 11 | Nicolae Josan 59'     |
| CS                   | 10 | Viorel Frunză 28' 84' |
| Cserék:              |    |                       |
| K                    | 12 | Nicolae Calancea      |
| KP                   | 2  | Alexei Savinov        |
| KP                   | 3  | Andrei Cojocari 71'   |
| V                    | 4  | Vadim Boreț           |
| KP                   | 9  | Valeriu Andronic      |
| CS                   | 15 | Anatoli Doros 59'     |
| CS                   | 17 | Igor Bugaiov 84'      |
| Szövetségi kapitány: |    |                       |
| Gavril Balint        |    |                       |

## A mérkőzés
Az első félidő gyenge színvonalat hozott, mindkét csapat részéről. A szünetben Egervári Sándor Szalai becserélésével a csatársorba, és Rudolf középpályára való visszavonásával próbálta meg feltörni a betömörülő moldáv védőfalat. Ez végül az 50. percben sikerült is, Rudolf egy átlövés után volt eredményes. Negyedórával később érkezett a második magyar találat is, Koman a kapu másik sarkába helyezte a labdát, szintén átlövésből. A moldáv válogatottnak csak a szépítésre volt ereje, ez a 79. percben következett be. Suvorov egy kavarodás után vette be Király kapuját. A végeredmény 2–1 lett a magyar válogatott javára, így két forduló után, a negyedik helyet foglalja el a tabellán.

| „                 | Megfelelő fordulatszámmal kezdtünk, de görcsösek voltunk. A második félidőben azonban váltani tudtunk, sikerültek a mélységi passzok, így hatékonyabbá vált a támadójátékunk, és hosszú idő után újra győzni tudtunk, ez mindenképp biztató a jövőépítés szempontjából. | ” |
| – Egervári Sándor | |   |

| „               | Nagyon jó csapattal találkoztunk, remek küzdőszellem jellemezte a magyarokat. Megvoltak a helyzeteink, ezért úgy érzem, nem született igazságos eredmény, a döntetlen reálisabb lett volna. A gólokat egyéni hibákból kaptuk, ez okozta a vereséget. | ” |
| – Gavril Balint | |   |

További eredmények
| 2010. szeptember 7. | Svédország | 6 – 0 | San Marino |
| 2010. szeptember 7. | Hollandia  | 2 – 1 | Finnország |

Tabella a mérkőzés után
| Csapat       | M | Gy | D | V | G+ | G– | Gk  | P |
| ------------ | - | -- | - | - | -- | -- | --- | - |
| Svédország   | 2 | 2  | 0 | 0 | 8  | 0  | +8  | 6 |
| Hollandia    | 2 | 2  | 0 | 0 | 7  | 1  | +6  | 6 |
| Magyarország | 2 | 1  | 0 | 1 | 2  | 3  | –1  | 3 |
| Moldova      | 2 | 1  | 0 | 1 | 3  | 2  | +1  | 3 |
| Finnország   | 2 | 0  | 0 | 2 | 1  | 4  | –3  | 0 |
| San Marino   | 2 | 0  | 0 | 2 | 0  | 11 | –11 | 0 |

## Örökmérleg a mérkőzés után
| Magyarország | :         | Moldova |
| ------------ | --------- | ------- |
| 3            | Győzelem  | 1       |
| 2            | Döntetlen | 2       |
| 8            | Gólok     | 6       |
| 11/18        | Pontok    | 5/18    |
| 61           | %         | 28      |